# Expedición Zaratiegui
La expedición Zaratiegui, en la disputa por el trono de España durante la Primera Guerra Carlista, fue el intento del General Juan Antonio Zaratiegui de tomar Madrid en 1837 y destronar a la sobrina de Carlos María Isidro de Borbón, y entonces reina, Isabel II, comandando un ejército carlista que había partido desde territorio vasco-navarro. Esta expedición, al contrario que la Expedición Real, se realizó discretamente, y el bando Isabelino no tuvo noticias de ella hasta que el 24 de julio vadeó el río Ebro, entre Haro y Miranda de Ebro, sin encontrar apenas resistencia, poco después ocupó Segovia (3 de agosto), hallándose a sólo 60 kilómetros de Madrid, provocando que fuera declarado el estado de sitio en la capital.

## Antecedentes
Al fallecer Fernando VII el 27 de septiembre de 1833, dejando como sucesora en el trono de España a su hija Isabel II, hubo levantamientos a favor de que Carlos María Isidro de Borbón, hermano del rey fallecido, ocupase el trono. Estos partidarios fueron llamados carlistas, siendo conocido Carlos María Isidro de Borbón como "Pretendiente"; mientras que los partidarios de la Reina fueron llamados indistintamente "isabelinos", "cristinos" y "liberales". Las rebeliones carlistas sólo se afianzaron en el reducido territorio cercano al río Ega en Navarra, creándose batallones bajo las órdenes de Tomás de Zumalacárregui, antiguo oficial del rey difunto. Durante el año 1834 también se fueron formando batallones carlistas, siempre organizados por antiguos oficiales, en las provincias de Álava, Guipúzcoa y Vizcaya. Paralelamente se crearon en estas provincias Juntas y Diputaciones civiles para hacerse cargo de la recaudación de impuestos y proveer con alimentos, armas y ropa a los combatientes. Los ejércitos creados aceptaron como comandante supremo a Zumalacárregui, siendo su modo de combatir el de la guerrilla, no consiguiendo hasta finales de abril de 1835 tener posesión de localidad alguna en el territorio en el que actuaban. Pero la abrumadora victoria que obtuvieron en la acción de Artaza obligó al ejército isabelino a retirarse a la orilla Sur del río Ebro, a abandonar las guarniciones establecidas en numerosas localidades de la comarca en la que actuaban las guerrillas carlistas y a recluirse en Bilbao, Pamplona, San Sebastián, Vitoria y algún pequeño puerto de mar. Ante esta situación, las tropas de Zumalacárregui ocuparon en seis semanas casi totalmente las provincias de Vizcaya, Álava y Guipúzcoa.
Tras la muerte de este general en junio de 1835, cuantos intentos realizaron los carlistas –que ocupaban el denominado en aquella época "territorio carlista vasco-navarro"– por conquistar las capitales de estas provincias, así como de extender sus dominios al sur del Ebro y al este del río Arga, no tuvieron éxito, como tampoco lo tuvieron los de las fuerzas isabelinas para recuperar al menos parcialmente el territorio citado.
El mando carlista envió en 1836 varios ejércitos, conocidos como "expediciones", hacia Cataluña y Castilla para establecer allí un modo de guerrear semejante al de la época de Zumalacárregui pero también estos intentos fracasaron. Por ello, en abril de 1837 los carlistas vasco-navarros no ocupaban más territorio que el que había sido conquistado por Zumalacárregui en junio de 1835.

## Composición del cuerpo expedicionario
La expedición, de menor tamaño que la Expedición Real contaba con los Batallones de Navarra 1º y 7º, el 4º y 7º de Guipúzcoa, el 5º de Castilla, uno de Valencia y dos escuadrones de Aragón. Poco después, en Belorado, se les unirán otros dos batallones y un escuadrón más comandados por el brigadier Juan Antonio Goiri Olavarrieta y que habían partido desde Vizcaya.

## Marcha en secreto
El 18 de julio de 1837 es nombrado comandante general de la división exploratoria sobre las Castillas por el capitán general carlista José Ignacio de Uranga. Era una operación auxiliar y contaba con Joaquín Elío como segundo y jefe de Estado Mayor.
La expedición partió de Galbarín el 19 de julio y tras lograr pasar el Ebro ocupó Segovia el 3 de agosto, hallándose a sólo 60 kilómetros de Madrid, siendo declarada en estado de sitio la capital. El día 11 se encontraba en Torrelodones, a 25 km de la capital, pero no teniendo noticia de la Expedición de la que pensaba que también estaba acercándose a la capital, al enterarse por los periódicos isabelinos interceptados que éste aún se encontraba en el Maestrazgo, volvió a retroceder hacia Segovia.

## Retirada
Tras unas semanas de estancia en los alrededores de Segovia, los soldados de Zaratiegui se unieron a la Expedición Real, que también se dirigía hacia Madrid, aunque fueron derrotados por el general isabelino Espartero, dando final a la expedición